# Komitety ludowe
Komitety ludowe – struktury administracyjne charakterystyczne dla dżamahirijji, ustroju stworzonego przez Mu’ammara al-Kaddafiego.
Były one wybierane przez ogół obywateli zrzeszonych w podstawowych kongresach ludowych. Pełniły funkcje administracyjne, sprawując w imieniu podstawowych kongresów ludowych nadzór nad wszystkimi dziedzinami życia społecznego. Realizowały również (między innymi obok związków zawodowych) decyzje Powszechnego Kongresu Ludowego.